# Jambeiro

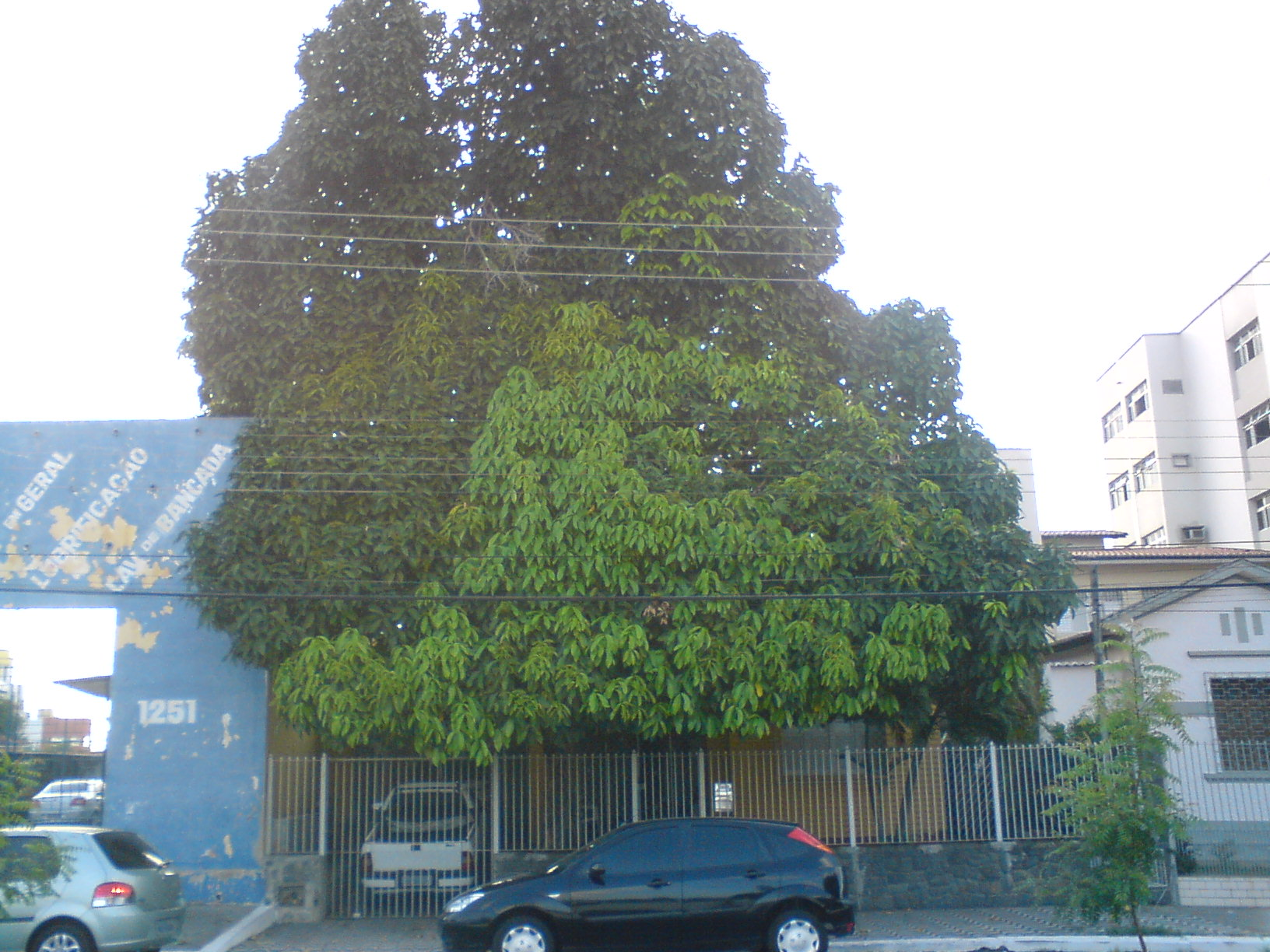
Um grande jambeiro

O termo jambeiro é a designação comum a várias árvores e arbustos da família das mirtáceas, principalmente as dos gêneros Syzygium e Eugenia, sendo que muitas delas possuem frutos comestíveis. Também são chamadas de jambo e jamboeiro.

## Espécies
- Jambeiro-branco
- Jambeiro-vermelho
- Syzygium grande Wight (Walp.),[1] ou Eugenia grandis